# Dorothea Bussani
Dorothea Bussani, o Dorotea, nascuda Sardi (1763-1809) fou una cantant d'òpera austríaca, de veu soprano.
Era la filla de Charles de Sardi, un professor de l'Acadèmia Militar de Viena. Es va casar el 20 de març de 1786 amb el baix Francesco Bussani.
Va crear els següents papers:
- Cherubino a Les noces de Fígaro de Mozart
- Despina a Così fan tutte de Mozart
- Fidalma a Il matrimonio segreto de Cimarosa.